# Saliha Banu Begum
Saliha Banu Begum, född okänt år, död 1620, var en indisk mogulgemål. 
Hon var gift med stormogulen Djahangir. Hon var Padshah Begum, en titel som brukar översättas till "kejsarinna" och som gav henne främst rang i mogulharemet, mellan 1608 och 1620.